# Dimitrios Drivas
Dimitrios Drivas (griechisch Δημήτριος Δρίβας, aus Spetses) war ein griechischer Schwimmer, der an den Olympischen Sommerspielen 1896 in Athen teilgenommen hat. Er trat dabei im Wettkampf über 100 Meter Freistilschwimmen für Matrosen an, bei dem er den dritten Platz belegte. Das machte ihn zwar zum Bronzegewinner, aber auch zum Letztplatzierten, da nur 3 Matrosen zum Wettkampf antraten.